# Raimund Pfundtner
Raimund Pfundtner (* 13. Oktober 1942 in München) ist ein deutscher Pädagoge.

## Leben
Von 1973 bis 1975 war er Referent des Rektors der TU Dortmund. Nach der Promotion 1978 in Dortmund war er von 1979 bis 1981 persönlicher Referent des Gründungsrektors der Fernuniversität Hagen. Ab 1981 war er wissenschaftlicher Mitarbeiter an der Fernuniversität. Er verantwortete den Aufbau des weiterbildenden Studiengangs „Leitungsaufgaben in Schulen“ zu einem nachgefragten Angebot an der FernUniversität. Nach seiner Habilitation (Gutachter: Klaus Klemm, Georg Hansen, Walter Georg) im Jahre 1998 wurde er zum Apl. Professor ernannt. 2007 trat er in den Ruhestand.

## Schriften (Auswahl)
Pfundtner hat auf seinem Fachgebiet mehr als 20 Buchpublikationen vorgelegt, wovon er 15 als Autor selbst verfasst hat, bei anderen Werken ist er als Herausgeber und Koautor beteiligt.
- Orientierungsstufe im Flächenversuch. Eine empirische Studie zur flächendeckenden Implementation eines Reformkonzepts. Weinheim 1978, ISBN 3-407-54053-1.
- Wer nicht fragt, kommt um. Orientierungshilfen für junge Leute zu Fragen der Abrüstung und Friedenssicherung. Wuppertal 1982, ISBN 3-7795-7365-2.
- Qualifikationsveränderung oder Organisationsveränderung in der Ingenieurausbildung an Fachhochschulen? Zum Problem von Doppelqualifikation und Praxissemester als Praxisbezug des Studiums. Sinzheim 1994, ISBN 3-930747-01-4.
- Der schwierige Weg zum Arbeitsmarkt. Probleme der beruflichen Nachqualifizierung ausgesiedelter Akademiker. Münster 1995, ISBN 3-89325-309-2.
- Hans-Dieter Zollondz, Michael Ketting, Raimund Pfundtner (Hrsg.): Lexikon Qualitätsmanagement. 2., vollständig überarbeitete Auflage. Walter de Gruyter, Oldenbourg Verlag, Berlin/Boston; München 2016, 1312 Seiten, ISBN 978-3-486-58465-3, e-ISBN (PDF) 978-3-486-84520-4, e-ISBN (EPUB) 978-3-11-039808-3.